# Сан Франсиско де Кампече
Сан Франсиско де Кампече (шп. San Francisco de Campeche) је град у Мексику у савезној држави Кампече на југоистоку земље. Налази се на обали Мексичког залива на западу полуострва Јукатан. Према процени из 2005. у граду је живело 211.671 становника.

## Историја
Град је основан 1531. на месту насеља народа Маја ах-ким-пех. Брзо је постао најважнија лука Јукатана, што је довело до сталних напада гусара на град. Један овакав напад 1663. сравнио је град са земљом. После тога су изграђена градска утврђења која су данас под заштитом УНЕСКО-а. Захваљујући овим зидинама, Кампече је био једини град Јукатана кога нису заузели побуњеници Маја у Рату касти у 19. веку.

## Становништво
Према подацима са пописа становништва из 2010. године, град је имао 220.389 становника.
| 1990.   | 1995.   | 2000.   | 2005.   | 2010.   |
| ------- | ------- | ------- | ------- | ------- |
| 150.518 | 178.160 | 190.813 | 211.671 | 220.389 |

## Партнерски градови
- Халифакс
- Картахена де Индијас
- Ларедо
- Авр
- Матанзас
- Quetzaltenango
- Ibiza Town
- Веракруз